# 1973 en Bretagne
 Chronologie de la Bretagne
- 1969
- 1970
- 1971
- 1972
- 1973
- 1974
- 1975
- 1976
- 1977

Cette page recense des événements qui se sont produits durant l'année 1973 en Bretagne.

## Politique

### Élections législativesdes4et11 mars
- Élections législatives de 1973 dans les Côtes-du-Nord
- Élections législatives de 1973 dans le Finistère
- Élections législatives de 1973 en Ille-et-Vilaine
- Élections législatives de 1973 dans le Morbihan